# Río Bolshaya Jatipara
El río Bolshaya Jatipara (en ruso: Большая Хатипара) es un río del Gran Cáucaso en el distrito de Karacháyevsk de la república de Karacháyevo-Cherkesia del sur de Rusia, en la reserva natural de Teberdá. Es un afluente del río Teberdá, que desemboca en el río Kubán.

## Curso
El río nace en la vertiente oriental del monte Málaya Jatipara. Su curso de 4.5 km desciende por la ladera de la montaña en dirección sureste para encontrar la orilla izquierda del Teberdá.